# Joe Henderson
Joe Henderson (Lima (Ohio), 24 april 1937 - San Francisco, 30 juni 2001) was een Amerikaans jazzmuzikant en componist die vooral bekend werd als tenorsaxofonist. Hij werd geboren in Lima (Ohio) en studeerde muziek aan het Kentucky State College en aan Wayne State University. Zijn carrière als muzikant begon in Detroit.

## Jeugd
Joe Henderson groeide op in een groot gezin met vijf zussen en negen broers. Zijn ouders en zijn oudere broer James moedigden hem aan om muziek te gaan studeren. Zijn vroegste muzikale interesse ging uit naar drums, piano, saxofoon en compositie. Hij was bijzonder verzot op de platenverzameling van zijn broer. Zo maakte hij kennis met Lester Young, Flip Phillips, Stan Getz, Lee Konitz, Charlie Parker en Jazz at the Philharmonic opnames.

## Vroege carrière
Op zijn achttiende jaar, midden jaren vijftig, maakte hij deel uit van de jazzscene van Detroit. Hij leerde zichzelf contrabas en fluit spelen en bleef zijn vaardigheid als saxofoonspeler en componist verder ontwikkelen. Op de 'Wayne State University verbaasde hij zijn muziekleraars met zijn blaastechniek en perfecte toonbeheersing. De honderden uren luisteren en naspelen van Lester Young-solo's hadden hun vruchten afgeworpen. Ongetwijfeld zullen ook zijn klasgenoten Yusef Lateef, Barry Harris and Donald Byrd hem bijkomende inspiratie hebben gegeven.

## Eerste opnames
Na twee jaar legerdienst (1960-1962) leerde hij bij aankomst in New York trompettist Kenny Dorham kennen, die hem verder op weg hielp met zijn muzikale carrière. Alhoewel in zijn vroegste opnames een sterke hard-bopinvloed te horen is, zoals op het album Basra van Pete la Roca uit 1965 te horen valt, omvatte zijn spel behalve bebop ook andere stijlen zoals R&B, Latin en avant-garde. Spoedig kreeg hij de kans om bij het orkest van Horace Silver te spelen. De invloedrijke solo op de hit Song for My Father is van hem. Hij verliet Horace Silver in 1966 en werd freelance muzikant. Hij leidde ook even een orkest samen met Kenny Dorham. Van zijn arrangementen uit die periode zijn geen opnames gemaakt tot Joe Henderson Big Band (Verve) werd uitgebracht in 1996. Zijn verbintenis met Blue Note werd een zeer vruchtbare samenwerking: liefst 30 albums verschenen tussen 1963 en 1968. De opnames waren zeer verscheiden: van hard-bopsessies tot avant-garde-experimenten. Hij drukte zijn stempel op belangrijke albums: op de song Song for My Father met Horace Silver, op the Prisoner, het donkere album van Herbie Hancock, en op Andrew Hills avant-gardealbums Black Fire en Point of Departure. In 1967 vinden we hem aan de zijde van Miles Davis in diens beroemde quintet met Herbie Hancock, Wayne Shorter, Ron Carter en Tony Williams. Opnames zijn er niet van bewaard, maar Joe Henderson stal naar verluidt vaak de show. Jaren later zouden Hendersons aanpassingsvermogen en eclectisme nog meer op het voorplan komen.

## Milestone
In 1967 tekende Joe Henderson voor de jonge platenmaatschappij Milestone Records. Dit betekende de start van een nieuwe fase in zijn carrière. Samen met Freddie Hubbard leidde hij the Jazz Communicators van 1967 tot 1968. Henderson trad ook op in Hancocks Fat Albert Rotunda. In die tijd begon Joe ook te experimenteren met alsmaar meer avant-gardestructuren, jazz-funk fusion, studio-overdubbing, en andere elektronische effecten. Song- en albumtitels zoals Power To the People, In Pursuit of Blackness, en Black Narcissus weerspiegelden zijn groeiend politiek bewustzijn en sociaal engagement, ook al het laatste album genoemd was naar de film Black Narcissusvan Michael Powell en Emeric Pressburger uit 1947.

## Eigen interpretaties en componeerwerk
Na een korte samenwerking met Blood, Sweat & Tears in 1971 verhuisde Henderson naar San Francisco en begon daar les te geven. Hij trad nog op en maakte ook opnames, maar kreeg in die tijd niet zo veel waardering van het jazzpubliek. Af en toe werkte hij ook met Echoes of an Era, the Griffith Park Band en Chick Corea maar meestal was hij in de jaren tachtig zelf orkestleider en componist. Als talentvol en vruchtbaar componist begon hij zich meer toe te leggen op nieuwe interpretaties van jazzstandards en zijn eigen vroegere werken. Blue Note probeerde hem in 1986 op de voorgrond van de jazzscene te brengen door het dubbelalbum State of the Tenor. Op dit album speelde een trio tenorsaxofonisten dat evenveel aandacht zou krijgen als Sonny Rollins het hun voordeed in 1957. Met Ron Carter op bass en Al Foster op drums erbij zou Henderson een vast repertoire opbouwen gedurende de volgende zeven, acht jaar. Ask Me Now werd hun bekendste ballade.

## Verve
Vroeg in de jaren negentig  stuurde Henderson zijn carrière weer opeens in een andere richting toen hij voor Verve Records tekende. De Songbook-aanpak van dit label met Hendersons opnames, samen met een uitgekiende marketing en promotiecampagne bracht Joe eindelijk op de voorgrond in jazzmiddens. In een interview grapte Joe Henderson dat hij nu een financieel adviseur in dienst moest nemen, terwijl hij vroeger zijn rekeningen niet eens kon betalen ... Joe Henderson had lang moeten wachten op erkenning, maar tijdens zijn laatste jaren heeft hij het genoegen toch nog mogen smaken om een ster te zijn. Hij stierf op 30 juni 2001 aan de gevolgen van een longziekte.

## Stijl
Henderson kan zijn tenorsax zo zwoel laten klinken als Stan Getz of Lester Young, maar andere keren klinkt hij weer zo bluesy als T-Bone Walker of zo intens als John Coltrane. In een interview voor het Down beat magazine in 1993 wees hij zelf op de invloed die literatuur had op zijn spel: "Ik probeer muzikaal ideeën te creëren op dezelfde manier als schrijvers beelden scheppen met woorden. Als ik solo's speel hoor je komma's, dubbelpunten en aanhalingsteken net als in een tekst." Met deze complexe, fraserende manier van spelen schiep Joe Henderson zijn eigen stem als saxofonist, met zijn rijke woordenschat aan frases, licks en saxofooneffecten.

## Discografie (selectie)
- Joe Henderson: Our Thing (1963)
- Joe Henderson: Page One (1963)
- Joe Henderson: Inner Urge (1964)
- Joe Henderson: In 'N Out' (1964)
- Joe Henderson: Mode For Joe (1966)
- Joe Henderson: Kicker (1967)
- Joe Henderson: Tetragon (1968)
- Joe Henderson: Joe Henderson In Japan (1972)
- Joe Henderson: The Elements (1973)
- Joe Henderson: Canyon Lady (1973)
- Joe Henderson: Relaxin' At Camarillo (1980)
- Joe Henderson: 'State Of The Tenor (1985)
- Joe Henderson: Lush Life: The Music Of Billy Strayhorn (1992)
- Joe Henderson: So Near, So Far' (Musings For Miles) (1993)
- Chick Corea/Roy Haynes/Joe Henderson/Gary Peacock: Live In Montreux (1994)
- Joe Henderson: Milestone Years (1994) Box Set
- Joe Henderson: The Music Of Antonio Carlos Jobim (1995)
- Joe Henderson: Big Band (1996)
- Joe Henderson/Wynton Kelly Trio: Straight, No Chaser (1996)
- Joe Henderson: Multiple (1996)
- Joe Henderson: Porgy & Bess (1997)
- Joe Henderson: Ballads And Blues (1997)
- Joe Henderson: In Pursuit Of Blackness/Black Is The Color (1999)
- Joe Henderson: Power To The People (2001)

- Bibsys: 98015379
- Biblioteca Nacional de España: XX888291
- Bibliothèque nationale de France: cb138951291 (data)
- Catàleg d'autoritats de noms i títols de Catalunya: 981058521618406706
- CiNii: DA10042685
- Gemeinsame Normdatei: 131961454
- International Standard Name Identifier: 0000 0000 8183 5181
- Library of Congress Control Number: n82164702
- Nationale Bibliotheek van Letland: 000141713
- MusicBrainz: bcab8301-c7e5-4689-a4ad-9ee947b4ce37
- Nationale Bibliotheek van Tsjechië: js20011212051
- Nationale bibliotheek van Australië: 35700483
- Nationale Bibliotheek van Israël: 987007404952005171
- Nederlandse Thesaurus van Auteursnamen: 07198304X
- Réseau des bibliothèques de Suisse occidentale: 02-A012319317
- Istituto Centrale per il Catalogo Unico: REAV095624
- LIBRIS: 214091
- SNAC: w6hm8fsd
- Système universitaire de documentation: 085650269
- Trove: 1048452
- Virtual International Authority File: 115064662
- WorldCat: E39PBJxH49j7JvYpMdRqhv46rq